# Rocket dart

Rocket dart

De rocket dart, ookwel raketpijl of superdart genoemd, is een aerodynamische dartpijl die minder gevoelig is voor fouten van de darter en daardoor bijna vijftig procent preciezer is dan een conventionele dartpijl. Het werd in april 2023 door de TU Delft aan de dartwereld geïntroduceerd met de verwachting dat het de klapschaats van de dartwereld zou worden.

## Beschrijving
De rocket dart heeft een lange punt, een extreem kleine shaft en de flight is opgebouwd uit meerdere vleugels, die vanaf halverwege de pijl wijder worden. De dart ziet eruit als een soort raket en is gestroomlijnder dan de conventionele pijl, waardoor de darter meer controle over zijn worp zou moeten hebben. De lagere gevoeligheid van deze dart voor menselijke fouten zou tot bijna vijftig procent meer precisie moeten leiden.

## Historiek
Onder de paraplu van het TU Delft Sports Engineering Instituut startte in 2021 de faculteit Luchtvaart- en Ruimtevaarttechniek in samenwerking met de afdeling van biomechanica het onderzoek c.q. ontwikkeling van de rocket dart. Hiervoor werd een dartrobotarm gebouwd waarmee de darts getest en geanalyseerd werden op loslaatpositie, snelheid, vluchtbaan en positie op het bord. Voor deze onderneming werd door de onderzoekers het bedrijf Rocket Darts opgezet. De rocket dart is door dit bedrijf gepatenteerd.
De rocket dart werd in april 2023 geïntroduceerd aan de TOTO Dart Kings-team, dat toen uit de vijf beste darters van Nederland bestond. Zij testten de raketpijl in het laboratorium van de faculteit. Gedurende deze test werd niet alleen de precisie van de nieuwe pijl onderzocht, maar kregen de darters ook inzicht in hun persoonlijke manier van werpen.

## Waardering
Hoewel testresultaten in april 2023 bemoedigend leken, was het enthousiasme van de Nederlandse topdarters wisselend: zo was Raymond van Barneveld enthousiast terwijl Michael van Gerwen veel gereserveerder was. Het algemene commentaar was dat elke darter een bepaalde gooistijl heeft en gewend is aan een bepaald type dart. Het kost immer tijd voor een darter om aan een nieuwe set darts te wennen en het overschakelen brengt risico's met zich mee.